# 犯罪科学分析室 電子の標的
『犯罪科学分析室 電子の標的』（はんざいかがくぶんせきしつ でんしのひょうてき）は、2015年から2017年までテレビ東京・BSジャパン共同制作で放送された刑事ドラマシリーズ。原作は濱嘉之の『電子の標的-警視庁特別捜査官・藤江康央-』。全3回。主演は伊原剛志。
放送枠は「水曜ミステリー9（第2期）」（第1作）、「水曜エンタ・水曜ミステリー9」（第2作・第3作）。

## キャスト

### 警視庁犯罪科学分析室
藤江康央
演 - 伊原剛志
室長。階級は警視正。東大法学部出身のキャリア。
FBI長期研修修了後、神奈川県警捜査二課長、在韓日本大使館一等書記官を経て犯罪科学分析室に帰属。今まで数々の難事件を解決する。最新科学を使用した情報収集と統率力を武器に自ら先頭に立って現場捜査を行う。一度見た映像は脳に写真のように蓄積され、手をこめかみにあて目を閉じて脳の中に映像を呼び起こす能力により解答を導き出す。「イエス」「ザッツライト」など言葉の節々に英語が出る。出世に興味がない。
捜査一課の赤バッジを付けている事から、犯罪科学分析室は警視庁捜査一課の一組織と思われる。
倉田剛士
演 - 手塚とおる
主に聞き込み、現場撮影、家宅捜索など現場での捜査が多い。特に聞き込みでの情報収集能力は高く、相手との会話の中から重要な情報を得る。水道屋に変装するなど、潜入捜査も行う。ゴミ収集車を追いかける際に体力のなさを久美子に指摘される。元公安。
大石浩平
演 - 皆川猿時
主に内部での通信分析担当。現場捜査にはあまり出ない。いじられ役。特に久美子に良くいじられる。重要な情報が得られそうな時は「来い！来い！来い・・・・・来たーーーーーっ!!」と叫ぶのが口癖。
Twitterをやっておりアカウント名は ｢はんぺんジョニー」。第3作でのフォロワー数は150万人以上。
天城久美子
演 - 佐藤めぐみ
男勝りの気の強い性格。トレードマークの超ミニスカートのスーツで現場捜査に参加する（第1作）。容疑者の所持品鑑定など高い分析能力も持ち仲間からも一目を置かれている。本部での分析作業では白衣を着る。青汁が好きで、朝から本部で飲み大石に嫌味を言われる。

### 警視庁捜査一課
赤西
演 - 中上雅巳（第1作）
刑事。犯罪化学分析室への評価は高い。
杉野圭太
演 - ゆかわたかし（第2作・第3作）
刑事。第2作ではまだ役名がなく捜査員1。
捜査員
演 - 三輪江一（第2作・第3作）
刑事。
岩瀬泰司
演 - 西村雅彦
捜査一課長。藤江達の能力は高く認めているが、捜査一課としてお株を奪われあまり快く思っていない。
なお、組織上は藤江の直属の上司にあたるはずであるが、藤江に指示している様子は見られない。

### 警察庁
曽根慶三
演 - 長谷川初範（第1作）
警察庁官房長。藤江を犯罪科学分析室室長に抜擢する。

### ゲスト
第1作（2015年）
- 竹内義彦（誘拐チームのメンバー） - 小林且弥
- 重田孝蔵（日美商会 代表取締役社長・前田の義理の弟） - 佐藤一平
- リュウ・カイエイ（2年前に加藤正一郎を射殺した犯人） - 佐伯新
- 西方彰（文久出版 記者・加藤正一郎のバディ） - 笠原秀幸
- 重田悠斗（孝蔵の息子・前田の甥御・誘拐される） - 須田瑛斗
- 岸谷（重田家の家政婦） - 藤田記子
- 丸山圭一（文久出版 編集長） - 西沢仁太
- 加藤正一郎（週刊誌のフリーランス記者） - 北嶋テツヤ
- 梶原勝英（近藤企画 社長） - 大谷幸広
- 平沢芳雄（誘拐チームのメンバー） - 森田順平
- 刑事 - 後藤圭吾
- 三原ローン 社員 - オレノグラフィティ
- キャバクラ店長 - 勝田陽介
- アナウンサー - 鈴木麻衣花
- テレビの情報番組のお天気お姉さん - うえきみゆ
- コンビニ店長 - 橘輝
- 細田ゆみえ（誘拐チームのメンバー） - 滝沢沙織
- 前田哲也（内閣官房副長官補） - 宍戸開
- その他 - 高田裕司、桑原洋一

第2作（2016年）
- 長津紗江（帝光大学 職員） - 早織
- 長津柊也（紗江の弟） - 竹内寿
- 桐生慶二（桐生コーポレーション 代表取締役・指定暴力団の元構成員） - オクイシュージ
- 瀬戸欣二（五条ミリオンバンク 専務） - 児玉貴志
- 窪田誠司（五条ミリオンバンク システム部 元課長・5年前死亡） - 中脇樹人
- ホームレスA - ジジ・ぶぅ
- 宮本亜季（派遣社員・新型ウイルスの被害者） - 片岡明日香
- 高見（帝光大学 研究員） - 岡田亮輔
- ゴルフ練習場のオーナー - 横山祥二
- 谷口圭一（桐生コーポレーション 社員・5年前 交通事故を起こし窪田が死亡） - 飯塚俊太郎
- 窪田（窪田の妻・故人） - 理絵
- 帝光大学 研究員 - 橘輝
- 灘波孝二（警視監・公安部長） - 宇梶剛士
- 東隆哉（フリー税理士・新型ウイルスの被害者） - 須間一也
- 阿武隈修（帝光大学 医学部 教授） - モロ師岡
- 克実東子（日本法医学研究所 所長） - 藤田朋子

第3作（2017年）
- 高田義成（現金輸送車襲撃グループのリーダー） - 正名僕蔵
- 西尾雅紀（警視庁刑事部参事官） - 久ヶ沢徹
- 光本雅史（警視庁バベルシステム管理者） - 水上剣星
- 汐見一哉（光本が渋谷署勤務時代に補導した青年） - 笠松将
- 円山信吾（警視庁捜査一課 刑事） - 渡邉紘平
- 林田美月（現金輸送車襲撃グループメンバー） - 小田あさ美
- 黒川守（黒川の息子・日向セキュリティ 警備員） - 五十嵐健人
- 少女（西尾の孫） - 根本真陽
- 平直樹（現金輸送車襲撃グループメンバー） - 山崎カズユキ
- 現金輸送車襲撃グループメンバー - 龍坐
- 鏑木洋次（大沢警備保障 警備員） - 森本のぶ
- 黒川鉄晴（警視庁刑事部長） - 大和田獏（友情出演）
- 臼井（日向セキュリティ 警備員） - 渡辺慎一郎
- もう一台の大沢警備保障の乗務員 - 竹田哲朗
- 松村達也（大沢警備保障 警備員・鏑木の同乗者） - 太田正一
- 刑事 - 岡田優
- 光本（光本の母） - 有希九美
- 織田圭一（警視庁サイバー犯罪対策本部長） - 梨本謙次郎
- 沢渡加奈（アガサソリューション ITマネージャー・バベルシステム開発責任者） - 高橋ひとみ
- 長曾我部隆治（警視庁副総監） - 山下真司

## スタッフ
- 原作 - 濱嘉之『電子の標的 警視庁特別捜査官・藤江康央』（講談社文庫刊）
- 脚本 - 武井彩、神徳幸治
- 監督 - 神徳幸治
- 警察監修 - 尾崎祐司
- VFX - 浅野秀二
- アクションコーディネーター - 小原剛
- ガンエフェクト - 納富貴久男
- 技術協力 - アップサイド
- 美術協力 - フジアール
- スタジオ - 角川大映スタジオ
- プロデュース - 濱谷晃一（テレビ東京 / 第1作 - ）、森川真行（第1作）、石塚清和（第1作 - ）、清家優輝（第2作 - ）
- 製作 - テレビ東京、BSジャパン、ファインエンターテイメント

## エピソードリスト
| 話数 | エピソードタイトル                                                                                         | 初回放送日    | 脚本            | 監督     |
| --- | --- | ------------- | --------------- | -------- |
| 1 | 科学の力で凶悪犯を追いつめる特別捜査チーム誕生！ 周波数の解析、ガムの付着粉…情報を武器に誘拐犯から子供救え | 2015年5月13日 | 武井彩          | 神徳幸治 |
| 藤江康央率いる犯罪科学分析室は最新科学を駆使して事件を解決するエリート集団。捜査一課が頭を悩ます、数年前に遺棄された人骨が発見された事件を瞬時に解決に導き、リュウ・カイエイという男を殺人容疑で逮捕する藤江達。そんな中、内閣官房副長官補・前田哲也の甥御・重田悠斗誘拐事件が発生。犯人の目的は逮捕された男「リュウ・カイエイを釈放しろ」というものだった。持病を持つ悠斗だが、非情にも犯人が告げた期限は“明日夜7時”藤江達の情報を駆使した戦いが始まる!! | |               |                 |          |
| 2 | 科学の力で凶悪犯を追跡する特別チーム！ 謎の毒物、大量殺人のタイムリミット8時間…101万人の大捜査             | 2016年3月23日 | 武井彩          | 神徳幸治 |
| 藤江率いる犯罪科学分析室は、大学教授の殺人事件の捜査に着手したが、公安部に介入される。そんな折、新型ウイルスによる無差別殺人が発生。犯人の要求は、5年前に起きた巨額詐欺事件の再捜査だった。その詐欺事件は奇しくも、藤江の部下・倉田が公安部時代に疑問を持っていた案件だった。 | |               |                 |          |
| 3 | 一年前の現金輸送車強奪犯が再び挑戦してきた…警察内部にも敵が!? 凶悪犯を科学の力で追い詰める！               | 2017年2月1日  | 武井彩 神徳幸治 | 神徳幸治 |
| | |               |                 |          |